# Hội chúng của Đức Chúa Trời

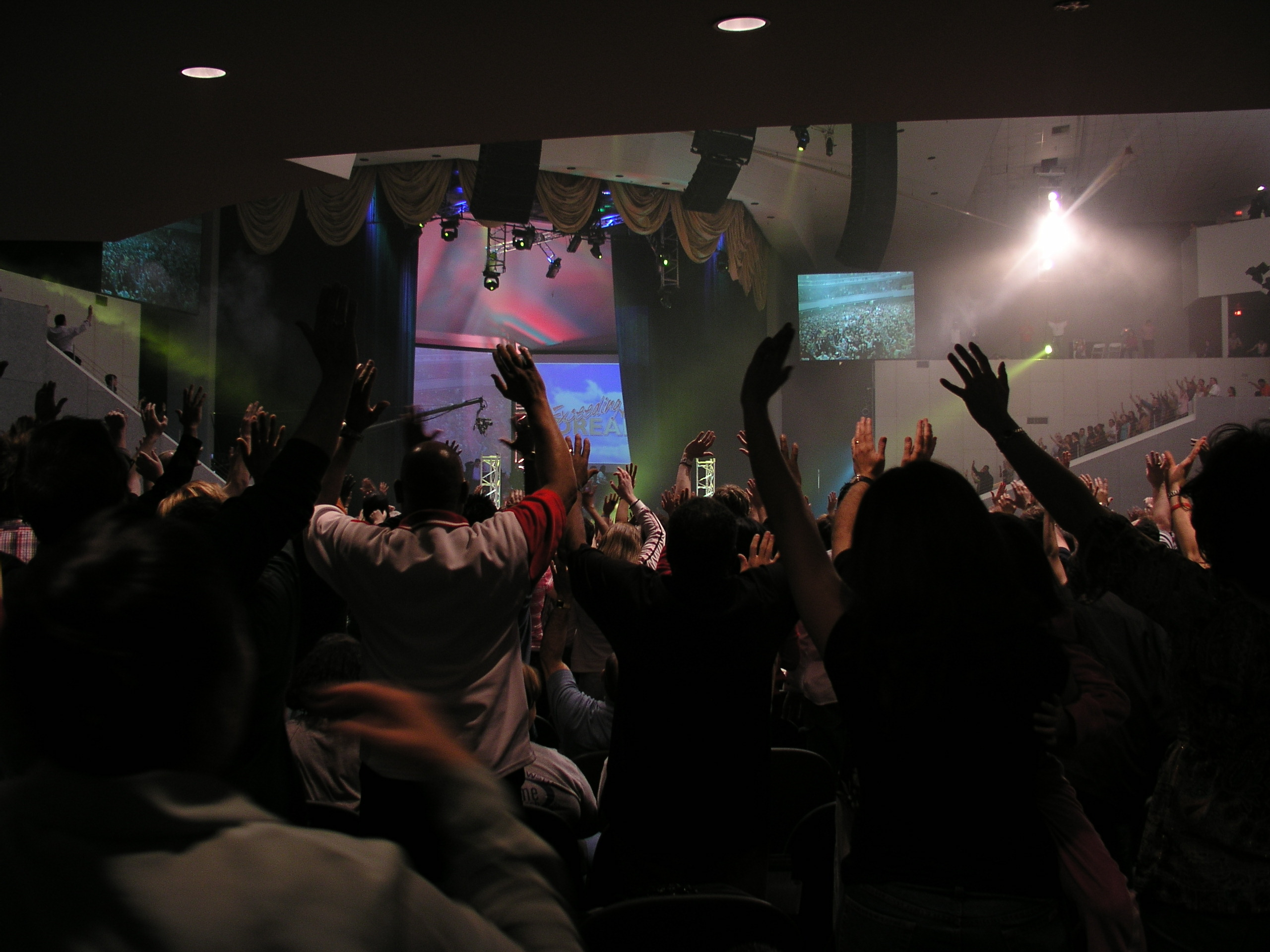
Một nghi lễ tập trung tại Phoenix ở Hoa Kỳ

Hội chúng của Đức Chúa Trời (Assemblies of God, viết tắt là AG, tên chính thức là World Assemblies of God Fellowship) là tôn phái Ngũ Tuần lớn nhất thế giới do một nhóm gồm hơn 144 nhóm nhà thờ quốc gia tự trị cùng nhau tạo thành giáo phái Ngũ Tuần. Hội thánh này được thành lập vào năm 1914 tại Hot Springs, Arkansas, Hoa Kỳ khi các đại diện từ 20 bang của Hoa Kỳ và một số nước hội họp để thảo luận về khả năng và sự thích hợp của việc thành lập một nhóm cộng tác giữa các tín đồ Ngũ Tuần. Niềm tin của Tín đồ hệ phái này giữ thần học Tin Lành bảo thủ cùng với giáo thuyết cốt lõi của phái Ngũ Tuần, như phép rửa của Thánh Linh (Baptism with the Holy Spirit), nói tiếng lạ (Glossolalia/γλωσσολαλία), chữa bệnh bằng đức tin (Faith healing).